# Velódromo Municipal do Rio
Il Velódromo Municipal do Rio, conosciuto anche con il nome di Velódromo Olímpico do Rio, è un velodromo situato a Barra da Tijuca, all'interno del parco olimpico di Rio de Janeiro. Ha una capienza di 5 000 persone.

## Storia
Il velodromo originale, il primo del Brasile con pista in legno, venne costruito tra il 2006 e il 2007 in occasione dei V Giochi panamericani, per ospitare le gare di ciclismo e di pattinaggio di velocità, dalla stessa società olandese che si era occupata del velodromo per i Giochi Olimpici del 2004. La struttura, progettata in origine per essere temporanea, divenne in seguito definitiva per volere della città di Rio de Janeiro nel 2007.
Nel 2013, benché il velodromo fosse previsto come una delle sedi dei Giochi Olimpici del 2016, si è scoperto che la struttura non rispettava gli standard dell'Unione Ciclistica Internazionale e doveva quindi essere sostituita. Tra le varie irregolarità vi erano: la capienza di 1 500 spettatori inferiore al minimo di 5 000, i due pilastri centrali che ostacolavano la vista completa della pista agli arbitri, la curva e la pendenza della pista e il numero di stanze e spogliatoi.
Dopo la demolizione della vecchia struttura è iniziata la realizzazione del nuovo velodromo, dal costo di 143 000 000 di real. A gennaio 2016, tuttavia, il velodromo era la struttura più indietro con i lavori di tutto il parco olimpico e nel marzo 2016, a meno di un mese dall'apertura inizialmente prevista, mancavano ancora il 20% dei lavori. A maggio è stato quindi revocato il contratto alla ditta costruttrice e i lavori sono stati affidati ad una nuova impresa, con turni di lavori di 24 ore per garantire l'apertura della struttura in tempo per i giochi. La struttura è stata infine inaugurata il 26 giugno, in tempo per ospitare le gare di ciclismo dei Giochi della XXXI Olimpiade.